# Eidolon (album de Dark Fortress)
Pour les articles homonymes, voir Eidolon.
Albums de Dark Fortress
Séance
(2006)
Eidolon est le cinquième album studio du groupe de black metal symphonique allemand Dark Fortress. L'album est sorti le 15 février 2008 sous le label Century Media Records.
C'est le premier album ou le chanteur Morean est membre du groupe à part entière. Morean a cependant déjà composé pour le groupe dans leur album précédent, Séance, en composant la chanson Incide et en étant musicien sur le titre While They Sleep. Il est le principal compositeur des paroles de cet album.
Il s'agit du premier album concept du groupe. Celui-ci traite de l'Eidolon, comme son nom l'indique.
Une video a été faite pour le titre Edge of Night, qui est disponible sur leur myspace.
Thomas Gabriel Fischer de Celtic Frost est le second vocaliste sur le titre Baphomet.

## Musiciens
- Morean - chant
- Thomas Gabriel Fischer - chant sur le titre Baphomet
- Asvargr - guitare
- V. Santura - guitare
- Draug - basse
- Paymon - claviers
- Seraph - batterie

## Liste des morceaux
| No | Titre           | Durée |
| -- | --------------- | ----- |
| 1. | The Silver Gate | 6:50  |
| 2. | Cohorror        | 5:37  |
| 3. | Baphomet        | 6:24  |
| 4. | The Unflesh     | 5:08  |
| 5. | Analepsy        | 6:01  |
| 6. | Edge of Night   | 3:56  |
| 7. | No Longer Human | 6:22  |
| 8. | Catacrusis      | 4:33  |
| 9. | Antiversum      | 7:22  |